# Bögarnas fel
Bögarnas fel är en satirisk sång som framfördes för första gången år 2010 av humorgruppen Grotesco i TV-serien med samma namn. Texten skrevs av Henrik Dorsin, och är en satir över homofobi. Hans avsikt var att skriva en text som förlöjligade homofobi, eftersom han anser att Sverige fortfarande är ett homofobiskt land. Däremot betraktar Dorsin homosexualitet som ett förlegat ämne för humor.
Grotesco framförde även låten på Allsång på Skansen den 2 augusti 2011, mitt under den då pågående Stockholm Pride-festivalen. För att inte stöta sig med folk som kunde tagit illa vid sig på grund av de nyliga terrordåden i Norge ändrade man på flera ställen texten; man bytte ut ord som "terror" och "mord" samt ersatte "Min son med jaktgeväret fyra människor sköt ihjäl" med "Jag snattade på jobbet och stal kontorsmateriel." SVT var ändå förberedda på att många skulle reagera. En tittare polisanmälde låten för hets mot folkgrupp, men Justitiekanslern valde att inte ta upp ärendet med en förundersökning, med följande motivering: ”Sången är uppenbarligen avsedd att utgöra satir”.
| ”                  | Inte minst i kulturlivet är utrymmet för ironi, satir och andra debattväckande uttryck mycket vidsträckta. Syftet med lagstiftningen om hets mot folkgrupp har inte varit att motverka sådan debatt eller kritik av skilda företeelser. Även för sådana yttranden som kan uppfattas som stötande eller direkt missvisande finns ett vidsträckt utrymme. | „ |
| – Justitiekanslern | |   |

När Henrik Dorsin var sommarvärd 2012 framförde han tillsammans med en orkester en version av sången där titeln ändrats till Krögarnas fel.